# Повесть об Акире Премудром
По́весть об Аки́ре Прему́дром — переводной памятник литературы Древней Руси. Прототипом произведения является «Повесть об Ахикаре», предположительно написанная в VII веке до н. э. в Ассирии. В основе сюжета — повествование о мудром советнике арамейского царя Акире (от арам. ahî-qar), сумевшем преодолеть неприятности, выпавшие на его долю, благодаря уму и находчивости.
Оригинал повести был написан в Ассирии и переведен на множество языков. Самая древняя арамейская версия повести сохранилась во фрагментах и известна благодаря папирусам конца V в. до н. э., найденным в 1906 г. при раскопках в Египте.

## История создания
Повесть об Акире Премудром — переводная повесть VII—V веков до нашей эры, которая восходит к арамейской литературе, и является одним из самых древних не входивших в «Библию» текстов. Часть арамейских фрагментов представляет собой коллекцию афоризмов и загадок, другая часть — повествовательную рамку — сюжетную канву рассказа об Ахикаре. Такая структура сохраняется и в переводах повести — её сирийской, арабской, армянской и славянской версии.
На Руси «Повесть об Акире Премудром» известна с XII в. Вопрос о том, с какого языка был сделан славянский перевод остается дискуссионным. А. А. Мартиросян прослеживал тесную текстологическую связь армянского и старославянского текста, однако уже Н. Н. Дурново указывал на наличие в славянском тексте слов, заимствование которых фонетически невозможно ни из одного языка-посредника кроме сирийского. На данный момент, последним витком в полемике является работа В. Лурье, который, на основании множества лексических и текстологических данных, полагает, что славянский перевод был сделан в Болгарии с сирийского оригинала.
Лурье приводит множество убедительных этимологических цепочек: Ассирийский царь Сеннахирим (Сингарипь) имеет в сирийском тексте титул «царь Ассирии и Ниневии». Топоним Ниневия (/ninwē/) выглядит так, как если бы его первичное написание было без йода и с ламмом вместо нуна — наливьская страна. Уже А. Д. Григорьев, а вслед за ним Н. А. Мещерский увидели здесь аргумент в пользу прямого перевода с сирийского. Другой пример: «Азъ ти предамъ Адорьскую землю». Славянская форма Адоръ (Ador) ближе к сирийскому Ator. D вместо t, вероятно, объясняется тем, что в западной ветви арамейских языков возможен переход этимологического *t > d в интервокальной позиции.
Повесть была известна на Руси в нескольких редакциях: Древнейшая, Соловецкая, Краткая и Распространённая. "Повесть об Акире Премудром"распространялась по миру в армейском, сирийском, армянском, грузинском и румынском переводе. Итальянский востоковед Иосиф Ассемани в 1724 г. в одной из своих работ указал на сходство повести с биографией Эзопа. В 1788 г. Шави и Казотт выпускают перевод сборника сказок «Тысяча и одна ночь», куда и входит повесть. При этом в русско-славянской версии имена действующих лиц и мест искажены: правитель Аравии Санхериб стал Синигриппом, главный герой Гейкар — Акиром.
В начале XIX века встречается первое упоминание о существовании древнерусской версии повести, в сборнике Мусина-Пушкина, где присутствовало и первое издание «Слова о полку Игореве». К концу XX века большинство исследователей признали оригинальность версии на арамейском языке, которая, как полагают большинство из них, является переводом оригинала через персидский язык. Арамейская версия повести отличается особым «имперским арамейским» диалектом, в свою очередь афоризмы в произведении написаны на более древнем диалекте — западно-арамейском, что указывает на то, что афоризмы были написаны раньше, чем сама повесть. Отсутствие заимствований из персидского даёт основания датировать повесть временем до VI века, а также указывать на то, что скорей всего повесть была написана в Месопотамии, где к тому времени арамейский язык уже успел вытеснить аккадский.

## Сюжет
Повествование ведётся от первого лица — царского советника Акира.

### Акир и Божье провидение
Акир — советник Синагрипа (вероятно, имеется в виду Синаххериб, царь «Ассирии и Ниневии»), царя Адорской и Наливской земли. Он прожил 60 лет, был женат и очень богат, но не имел детей. Акир молился Богу о даровании ему сына, но Господь велел мудрому советнику взять на воспитание своего племянника Анадана. Анадан рос в богатстве и был обучен Акиром премудрости. Вскоре царь стал задумываться, кто же станет его советником после смерти Акира, так как тот был уже стар. Тогда советник привёл племянника к царю и сказал, что Анадан будет служить царю вместо него, когда придёт время. На что царь заверил Акира: «Никто иной не станет твоим наследником».

### Наставления Акира сыну
Значительная часть произведения посвящена наставлениям и советам Акира сыну: «Сын мой, доброе имя и слава почётнее для человека, чем красота лица его, ибо слава вечно живёт, а лицо после смерти истлеет»; «Сын мой, лживое слово лишь на первый взгляд тяжело, словно олово, а потом всплывает»; «Чадо, лучше, если кто-либо у тебя украдёт, чем тебя назовут вором» и др. Мудрый советник учил Анадана премудрости и просил сына воздать ему сторицею, соединив его мудрость со своею. Но наследник, к несчастью отца, не усвоил советов.

### Зависть и предательство Анадана
Не думал Акир, что Анадан не внял его словам. Старец старался наставить сына, а Анадан лишь помышлял о смерти отца, расточая его богатства и истязая его рабов. Поведал тогда Акир о поступках наследника царю, на что тот ответил: «Пока жив ты, Акир, никто другой не станет хозяином в доме твоём». Анадан же завидовал не только отцу, но и своему брату, которого также воспитывал мудрец, и боялся, что наследство достанется ему. Акир стал укорять приёмного сына, а Анадан в отместку решил устранить отца, написав от его имени две грамоты: персидскому царю Алону и египетскому царю Фараону. В них он обещал передать в руки Алона Адорскую землю, в руки Фараона — Наливский город. Ещё одну грамоту Анадан написал Акиру от имени царя с приказом собрать воевод и 25 августа построить войско на поле Египетском, чтобы устрашить послов Фараона. Анадан отдал царю поддельные письма, поведав, что старый Акир хочет предать Синагрипа. Придя в августе на поле и увидев войско, готовое к бою, царь убедился в измене советника.

### Гнев царя и казнь Акира
Хитрый Анадан пришёл к Акиру с благодарностью от царя и повелением предстать перед ним. Когда же Акир пришёл к царю, тот обвинил его в измене, предъявив поддельные грамоты, и велел казнить советника. Об одной только милости попросил Акир царя: быть казнённым в собственном доме. Царь согласился и передал его в руки человека, с которым по воле судьбы связывала Акира давняя дружба. Жена Акира была предупреждена и устроила пир по просьбе мужа. Когда гости были пьяны, Акир стал молить своего друга о спасении. Он просил казнить вместо себя другого человека по имени Арпар, обречённого на смерть. Друг согласился помочь, ведь когда-то и Акир спас его: «Страшусь я суда царского, как мне ослушаться его? Но за любовь твою ко мне сделаю так, как ты сказал». Разнеслась весть по всей земле о смерти Акира-мудреца. Все оплакивали бедного старца, кроме сына. Анадан пировал, мучил рабов и домогался его жены. Акир тем временем сидел в подземном убежище в темноте на хлебе и воде.

### Хитрость египетского царя Фараона
Обрадовался царь Фараон смерти Акира. Отправил к царю Синагрипу грамоту, в которой говорилось о желании Фараона построить дом между небом и землёю. Велел он прислать искусного строителя и мудреца в одном лице, чтобы тот сумел к тому же и на мудрёные вопросы ответить. Если выполнит Синагрип все условия, то получит от Фараона трёхлетние доходы от своей земли. А если нет — заберёт Фараон трёхлетние доходы с земли Синагрипа. Царь захотел отправить в Египет Анадана, но тот пришёл в ужас от намерения Синагрипа: «Господин мой, царь! То, о чём Фараон просит, одни боги смогут совершить, а как же смогут люди?».

### «Воскрешение» Акира
Опечалился царь, загоревал, что не может найти равного Акиру, кого мог бы он послать к Фараону. Тогда друг советника, спасший его от казни, рассказал царю, что спас Акира. Синагрип обрадовался и поклялся, что не накажет советника за то, в чём он обвинён. Советник предстал перед царём и пал ниц. Устыдился царь вида его, ведь тело его иссохло, ногти уподобились когтям орла из-за того, что Акир вынужден был скрываться. Отправил Синагрип мудреца отдыхать в свой дом на сорок дней. После отдыха Акир объявил царю, что отправится в Египет: «А о послании, которое написал тебе Фараон, не печалься, ибо я пойду и отвечу ему, и трёхлетние дани с земли его получу и принесу тебе».

### Мудрость Акира и спасение земли Адорской и Наливской
Наказал Акир домочадцам своим, чтоб нашли они двух орлиц, вскормили их да научили взлетать, чтобы изготовили клетку и отыскали умного мальчика. Мальчика велел посадить в клетку и научить орлиц взлетать с ней. А также научить мальчика кричать: «Несите известь и камни, уже строители готовы». К ногам орлиц привязали верёвку. Когда всё было готово, отправился Акир к Фараону и назвался царским конюхом Обекамом. Фараон пришёл в ярость, что к нему прислали конюха: «Разве я хуже царя твоего, что он шлёт ко мне своих конюхов? Да с тобой мне и говорить-то не о чем». Но наутро египетский царь велел Акиру предстать перед ним и стал загадывать загадки. Оделся в багряное платье, вельмож своих одел в разноцветные одежды и велел сказать на кого они похожи. Мудрый Акир отгадал, что царь — это солнце, а вельможи — лучи солнца. И другие загадки разгадал Акир: про луну и звёзды, про дерево и цветущую траву. Тогда повелел царь построить дворец между небом и землёй. Мудрец выпустил орлиц с клеткой в небо. Мальчик в клетке закричал, как его научили: «Вот строители готовы, так несите же камни, и плиты, и глину». Но не могли поднять люди Фараона ни камней, ни плит. И Акир, взяв палку, стал бить их. Пришлось Фараону отказаться от строительства дворца между небом и землёй. На следующее утро новые загадки ждали Акира: про кобыл и жеребят, про день и ночь. Со всеми справлялся мудрец, Фараон же не унимался. Велел сплести две верёвки из песка. Акир сделал дырку с палец в стене, через которую падал луч света, всыпал горсть песка в отверстие, и песок закружился на солнце подобно верёвке. И сказал советник Синагрипа Фараону: «Пошли отроков своих, чтобы сложили верёвку эту, а я другую тем временем совью». Фараон развеселился, устроил Акиру пир и с данью отпустил к Синагрипу.

### Наставления Акира сыну
Великий праздник устроил Синагрип в честь Акира. Пообещал ему царь всё, что захочет советник. Акир попросил отдать сокровища Набугинаилу, сохранившему ему жизнь, а себе попросил Анадана. Мудрый советник привёл сына в дом, возложил на него железную цепь, руки его вложил в колодки, на шею привязал деревянный обруч и нанёс ему тысячу ударов по спине и тысячу по животу. Посадил он Анадана под своим крыльцом и повелел своему отроку Анабуилу стеречь его. Должен был Анабуил также записывать слова Акира, которые тот говорил, входя в дом и выходя из него. В этих словах и наставлениях советник обличал неблагодарность и коварство Анадана: «Сын мой, всем, что есть на свете сладкого, тем я тебя кормил, а ты подстроил мне, что я и хлеб свой ел в подземелье; и я поил тебя старым вином, а ты не давал мне и воды напиться вволю; и я умащивал тебя дорогими маслами, а ты тело моё в подземелье иссушил; я тебя вырастил, словно сосну, а ты жаждал увидеть гроб с костями моими».

### Смерть Анадана
Анадан просил прощения у Акира, обещая исправиться и выполнять самую чёрную работу: убирать навоз и пасти свиней. Но мудрец не поверил обещаниям сына, сказав: «Бог, который вернул меня к жизни, тот и будет между нами судьёй». Тогда Анадан надулся и разломился подобно кувшину.

## Повесть об Акире Премудром и Слово от отца к сыну
Важным отличием структуры русского сюжета повести от параллельных переводов и оригинала заключается в том, что в славянском тексте повести риторическая часть составляет практически половину текста. К ней нужно отнести большой фрагмент наставлений Акира к Анадану в начале и метафорические сравнения, обращенные к нему же в конце. Слова Акира во многом напоминают входящее в состав Изборника 1073 года послание от отца к сыну (слово нѣкоего отьця къ сыну своему, словеса душепользьная).
| Повесть об Акире Премудром | Слово от отца к сыну |
| Сыну, не прикасайся женѣ безумнѣ, и язычнѣ, и величавѣ, и женьстѣй красотѣ не жадай: тоя бо красота слабость язычная                 | Отъврати очи свои отъ жены красьны и не глядаи чужея доброты, въ добротѣ бо женьскѣй мнози заблудишя и похоть отъ нея, яко огнь разгараеть ся     |
| Сыну, уне есть со умным каменъ двигнути, нежели съ безумнымъ вино пити. С разумнымъ безумья не твори, и с безумным не яви ума своего | И съ мудрыими съвѣщавай, и съ разумьныими буди размышление твои <…> И аште явишися неистовьствуя, не можеши увѣритися ему, яко блудеши оного душя |
| Сыну, аще от биения сына своего не воздержайся, оже бо рана сынови, то яко вода на виноград възливается                              | Су ли ти чада, то наказай я и прѣклони отъ уности выя ихъ                                                                                         |
| Сыну, аще другъ твой възненавидить тя, начнеть кляти и камение метати, а ты и́ хлѣбомь срящи, и оба приимета отвѣтъ в день Судный     | Не измѣни друга различия дѣля, ни брата приснааго злата дѣля и камене драгааго                                                                    |
| Сыну, аще кто послушаеть умна человѣка, то якоже въ день жадания студеные воды напиеться                                             | Яште узьриши разумива, то утрьнюй къ нему, и степени двьрий его да тьреть нога твоя                                                               |

## История имени Акир
Ахикар из ассирийского текста повести — вероятно, историческая личность, упомянутая в вавилонской табличке (Uruk, W 20030), датированной 147 годом эры Селевкидов. Согласно этой табличке «in the days of king Aššur-aḫ-iddina [Esarhaddon] the ummānu was Aba-enlil-dari, whom the Aḫlamū [Arameans] call Ahu̮-uqar [Ah.iqar]».
Славянское имя главного героя повести — Акиръ (Аkir) — результат упрощения форм Aikar или *Ajkar, содержащей невозможный в старославянском дифтонг [ai]. Форма имени, по мнению В. Лурье, восходит к сирийскому имени героя Hīqār, в котором [h], вероятно, становится аллофоном ø и сопровождается добавлением a, как это происходит в греческих транслитерированных семитских именах. (На армянском имя Ахикара передается как Khikar, на арабском — Hiqar.)

## Редакции повести
«Повесть об Акире Премудром» существовала на Руси в Древнейшей, Соловецкой, Краткой и Распространённой редакциях. Древнейшая редакция была переведена с иноязычного оригинала, последние редакции пересказаны заново.
Вторую и третью редакции повести предложил выделять исследователь Н. Н. Дурново.. Кроме того, он перечислил «известные ему списки третьей редакции и указал их основные отличия от древнейшей редакции повести».

### Древнейшая редакция
В новое время стало известно о существовании четырёх списков Древнейшей редакции: «рукописи РГБ, собрания Обшества истории и древностей российских (ОИДР), № 189, XV в., в списке ГИМ, собр. Вахрамеева, № 427, также XV в., в списке ГИМ, собр. Хлудова, № 246, XVII в.» и утраченного четвёртого списка.
Четвёртый список существовал в сборнике А. И. Мусина-Пушкина, в котором также находился текст «Слова о полку Игореве». Известно, что Соловецкий список (четвёртый), датирующийся XVI—XVII вв., совмещает в себе тексты двух редакций. Так, первые две трети текста относятся к первой редакции, остальной текст относится ко второй редакции.

### Соловецкая редакция
Известно, что сохранилась лишь вторая часть текста второй редакции: «начиная со сцены беседы Акира с Набугинаилом, названным здесь Анбугилом, когда Акир уговаривает своего друга сохранить ему жизнь». Этот отрывок существовал в исчезнувшем ныне сборнике, датируемым XVI — началом XVII в. Известно, что он принадлежал Соловецкому монастырю.
В Древнейшей и Соловецкой редакции повествование ведётся от первого лица, что является редчайшим явлением в истории древнерусской литературы.
Также сокращается количество поучений Акира, упоминаний об ответах Анадана нет.

### Краткая редакция
Третья (Краткая) редакция является пересказом древнейшей редакции. В ней сохранилась только фабула истории Акира. Также в ней отсутствуют текстуальные совпадения с Древнейшей и Соловецкой редакцией. Однако, существует версия, что в основе переработки, в результате которой возникла краткая редакция, лежит текст, который либо принадлежит к Соловецкой редакции, либо содержит общие с Соловецки списком сюжетные отличия.
Также этой редакции характерно повествование от третьего лица. Однако, в отличие от Распространённой редакции, эмоциональная оценка событий почти не проявляется. Кроме того, речь персонажей «не индивидуализирована, мотивировка поступков отсутствует, действия и эмоции описываются в традиционных эпических формулах». Сюжет становится более динамичным, в тексте используется большое количество фольклорных приёмов повествования, таких как сюжетные повторы, традиционные сказочные ситуации. Также устраняется «автобиографичность» повести. В краткой редакции, в отличие от древнейшей, не мотивируется желание Анадана нанести вред Акиру.

### Распространённая редакция
Четвёртая редакция повести представляет собой переработку третьей редакции. Она характеризуется «дальнейшей фольклоризацией и беллетризацией сюжета». В данной редакции автор изменяет развязку повести, обращает «большее внимание на изображение» душевного состояния героев и на детали. Так, в тексте появляются новые реплики, диалоги.
В XVI—XVII вв. сокращённая переработка получает широкое распространение. Кроме того, тексты разных списков различаются между собой: Фараон задаёт Акиру новые загадки, а также «меняется и состав нравоучений Акира». Такие видоизменённые варианты повести появляются и переписываются и в XVIII, (и даже в XIX в. в старообрядческой среде).

## Художественно-литературные особенности (печорские тексты)
Имея несколько редакций, повесть претерпевает в каждой из них некоторые корректировки. Но неизменными остаются две стилистические особенности: 1 — сохраняется острота различий между характерами героев (честность и мудрость Акира противопоставляется лживости и коварству его воспитанника), 2 — сохраняется наличие афористических высказываний.
Исследователи полагают, что Новгородский список по содержанию имеет больше сходств с 3-й редакцией: поучение Акира представлены в усечённой форме; происходит христианизация Акира (он произносит молитву без жертвоприношений); сходен и способ наказания для Анадана. Но есть в Новгородском списке «художественные особенности и индивидуальные чтения …, отличающие его от других списков 3-й редакции». Характерны для Новгородского списка конкретизация (в самом начале даётся определение, кем именно является Акир) и упрощения фрагментов 3-й редакции, которые приводят к искажению целостной картины повести. Что касается содержания Новгородский список наполнен большим количеством художественных дополнений и интерпретаций.
Книжник Мяндин, ознакомившись с дошедшими до него крестьянскими рукописями и текстами усть-цилемского переписчика, адаптировал «Повесть об Акире Премудром» к старообрядческим традициям. Мяндин сокращает временной промежуток между действиями повести, чем усиливает динамичность сюжета. Печорский книжник определяет свою сюжетную линию, акцентируя читательское внимание на предательстве Анадана, и меняет композиционную расстановку текста, что позволяет ему удержать читателя в напряжении. Акир представлен как положительный персонаж, думающий «о благополучии своего государства», в то время как его воспитанник является полной ему противоположностью.

## Влияние
Повесть существует в нескольких версиях, практически каждая из которой оказала влияние на другие произведения. Близкие сюжеты, герои и высказывания возникают в биографии Эзопа, книге Товита, также видны сходства с разными книгами Ветхого Завета и пр.

### Влияние на вторую часть биографии Эзопа
Григорьев А. Д. утверждает, что вторая часть биографии Эзопа вполне могла происходить от повести. В доказательство этого литературовед приводит «пережитки, … указывающие на то, что она [биография] представляет собой не всегда осмотрительное сокращение более полного изложения повести об Ахикаре». Так он ставит в пример упоминание Эзопа о лучах как солнца, так и луны, несмотря на отсутствие самого эпизода сравнения Фараона с ночным небесным светилом. Исследователь говорит, что редактор убирает само сравнение, однако забывает «опустить указание на него». Ещё одним доказательством является то, что «после постройки дворца в воздухе», вавилонского царя называют «богоподобным», хотя само уподобление Богу в биографии изменено. Остальные доказательства являются косвенными, к ним относятся «спасение Эзопа от смерти другом» и размышления его о наследнике.

### Влияние на книгу Товита
Далее Григорьев называет ещё одно произведение, в котором проявляются сходства с повестью. Это книга Товита, а точнее её вторая рецензия (B), которая наиболее близка к первоначальному виду оригинала. В ней Ахикар является племянником самого Товита и при двух ассирийский царях занимает высокие должности. Самым главных сходством по сюжету является напоминание, которое Товит делает своему сыну, о судьбе Ахикара и Надана. Он рассказывает, что Ахикар воспитал Надана, но тот решил погубить Ахикара и «заставил его живым сидеть в земле». Литературовед указывает на то, что данные сходства свидетельствуют о существовании и популярности «Повести об Ахикаре» среди евреев до Рождества Христова.

### Влияние на книги Ветхого Завета
На сходства с некоторыми книгами Ветхого Завета Григорьев указывает с оговоркой, что они в данном случае могли влиять друг на друга и данный вопрос остаётся открытым. Происходит это из-за того, что памятники сосуществовали в течение нескольких веков до Рождества Христова. Одним из сходств является эпизод заточения Акира Анаданом и Псалом 141, в котором Давид молится в пещере. Оба просят Бога освободить их из заточения, потому что от них отвернулись. Сходство с книгой Притч проявляется в высказывании «лучше сосед вблизи, нежели брат вдали» (Пр. 27 стих 10) равное по смыслу словам Акира: «Чадо, лучше друг, живущий рядом с тобой, чем родственник, живущий вдали» (из древнейшей славянской версии повести).
Также, в Притче 25 стихе 17 встречается: «Не учащай входить в дом друга твоего, чтобы он не наскучил тобою и не возненавидел тебя». В то время как Акир при наставлениях говорит Анадану: «Сын мой, к другу своему не ходи слишком часто, не то перестанут тебя уважать». В этом случае это именно сходство, а не тождество. Подобные аналогии Григорьев приводит ещё с Притчами 13 (стих 20), 26 (стих 27), 23 (стих 13), 24 (стих 17) и 4 (стих 10).
Приводится подобие с 19 главой книги Сираха, в которой говорится: «Выслушал ты слово, пусть умрёт оно с тобою». Это напоминает об эпизоде из повести, в котором Акир даёт наставления Анадану: «Если услышишь что от царя или увидишь что в дому его, то пусть истлеет это в сердце твоём». Кроме этого, подобие с 9 главой: «Отвращай окo твоё от женщины благообразной и не засматривайся на чужую красоту». Акир тоже говорит об этом племяннику: «Сын мой, не прельщайся красотой женщины и в сердце своём не возжелай её».

### Влияние на памятники литературы Древней Руси
Славянская версия повести также внесла свой вклад и отразилась на других произведениях. Устойчивые выражения, нравоучительные притчи начали приобретать самостоятельное значение вне контекста повести и включились в сборник изречений IX века «Пчела», многие стали пословицами.
В XIII веке появляется памятник древнерусской литературы «О молении Даниила Заточника». Одной из характеристик является книжность, которая доказывается встречающимися заимствованными афоризмы из многих других произведений, в число которых входит «Повесть об Акире Премудром».
«Повесть о Петре и Февронии» также имеет некоторую схожесть. В эпизоде, когда Пётр посылает Февронии клок льна, с просьбой выткать из него полноценную одежду (сорочку, штаны и убрусец). Однако, женщина поступает «как и подобает фольклорному хитрецу, которого пытаются одурачить». В ответ она посылает щепку, из которой для этого необходимо сделать ткацкий станок. Здесь мы видим образ хитреца, который отсылает нас к Акиру. Фараон просит его построить дворец между небом и землёй, на что Акир выпускает орлиц в небо с носимой клеткой (в ней сидит мальчик). Хитрость состоит в том, что на такую высоту никто бы не смог поднять материалы для строительства.